# 揚阿梅里卡 (印地安納州)
揚阿梅里卡（英語：Young America）是位於美國印地安納州卡斯縣的一個非建制地區。該地的面積和人口皆未知。

## 地理
揚阿梅里卡的座標為40°34′07″N 86°20′48″W / 40.56861°N 86.34667°W，而該地的平均海拔高度為233米（即764英尺）。